# 七十門徒

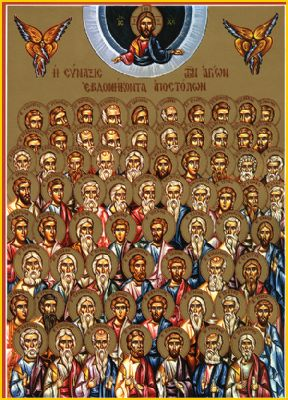
七十門徒のイコン

七十門徒（しちじゅうもんと、ロシア語: Апостолы от семидесяти, 英語: Seventy Disciples）とは、ルカによる福音書10章1節にある、イイスス・ハリストス（イエス・キリストの現代ギリシャ語読み）によって十二使徒の他に選抜されて2人1組として伝道に遣わされた、イイススの70人の弟子達のことであり、日本正教会での訳語。七十徒とも表記される。
七十門徒を、正教会では使徒にも数えている。

## 誰が七十門徒として伝えられているか
誰が七十門徒として伝えられているかについては様々な伝承が教会に存在しており、七十門徒全ての人名は明らかにされていない。古代においても既に、教会史家エウセウィ（エウセビオス）が、十二使徒の名前は福音書に明らかにされているものの、七十門徒の名簿表は伝わっていない事に言及している。
はじめての七十門徒の名簿表は、ティルスの主教・神品致命者聖ドロセオス（361年永眠）によるものとされる。しかしながらこの表の中には実在が疑われるような人物も記載されており、この表は後世に作成されたものであると正教会でも推定されてきた。こうした錯誤と考えられる伝承を訂正して殆ど完全とされる七十門徒の表を作成したのが、ロストフの府主教・成聖者聖ディミトリイ（1651年 - 1709年)である。
この七十門徒の表については西方教会（カトリック教会・プロテスタント）などに異説・異論があるものの、七十門徒の人名表として正教会で用いられている。この人名表に含まれる著名な聖人としては
- 主の兄弟イアコフ（イエスの兄弟ヤコブ）
- 福音記者マルコ
- 福音記者ルカ
- アリマフェヤのイオシフ（アリマタヤのヨセフ）
- 初致命者首輔祭聖ステファン（ステファノ）
- ティモフェイ（テモテ）
- ティト（テトス）
- 輔祭フィリップ（フィリポ）
- ワルナワ（バルナバ）
- スタヒイ（スタキス）
- リン（リヌス）
- ニカノル

などが挙げられる。